# اس. اسکات بولوک
اس. اسکات بولوک (انگلیسی: S. Scott Bullock؛ زادهٔ ۷ مهٔ ۱۹۵۶) یک هنرپیشه و صدا پیشه اهل ایالات متحده آمریکا است. وی از سال ۱۹۸۴ میلادی تاکنون مشغول فعالیت بوده‌است.
وی بازیگر فیلم‌هایی همچون رئیس مزرعه، افرو سامورایی، ماجراجویی‌های جیمی نوترون: پسر نابغه، آواتار: افسانه کورا، پنگوئن‌های ماداگاسکار (صداپیشه) بوده است.